# Мирный (Няндомский район)
Мирный — опустевший поселок в Няндомском районе Архангельской области.

## География
Находится в юго-западной части Архангельской области на расстоянии приблизительно 28 км на северо-восток по прямой от административного центра района города Няндома на берегах речки Илисига (приток Моши).

## История
Поселок был построен для лесозаготовителей. В справочнике 1939 года еще не числился. По состоянию на 2020 год опустел и полностью заброшен.

## Население
Численность населения не была учтена как в 2002 году, так и в 2010.